# 李戩

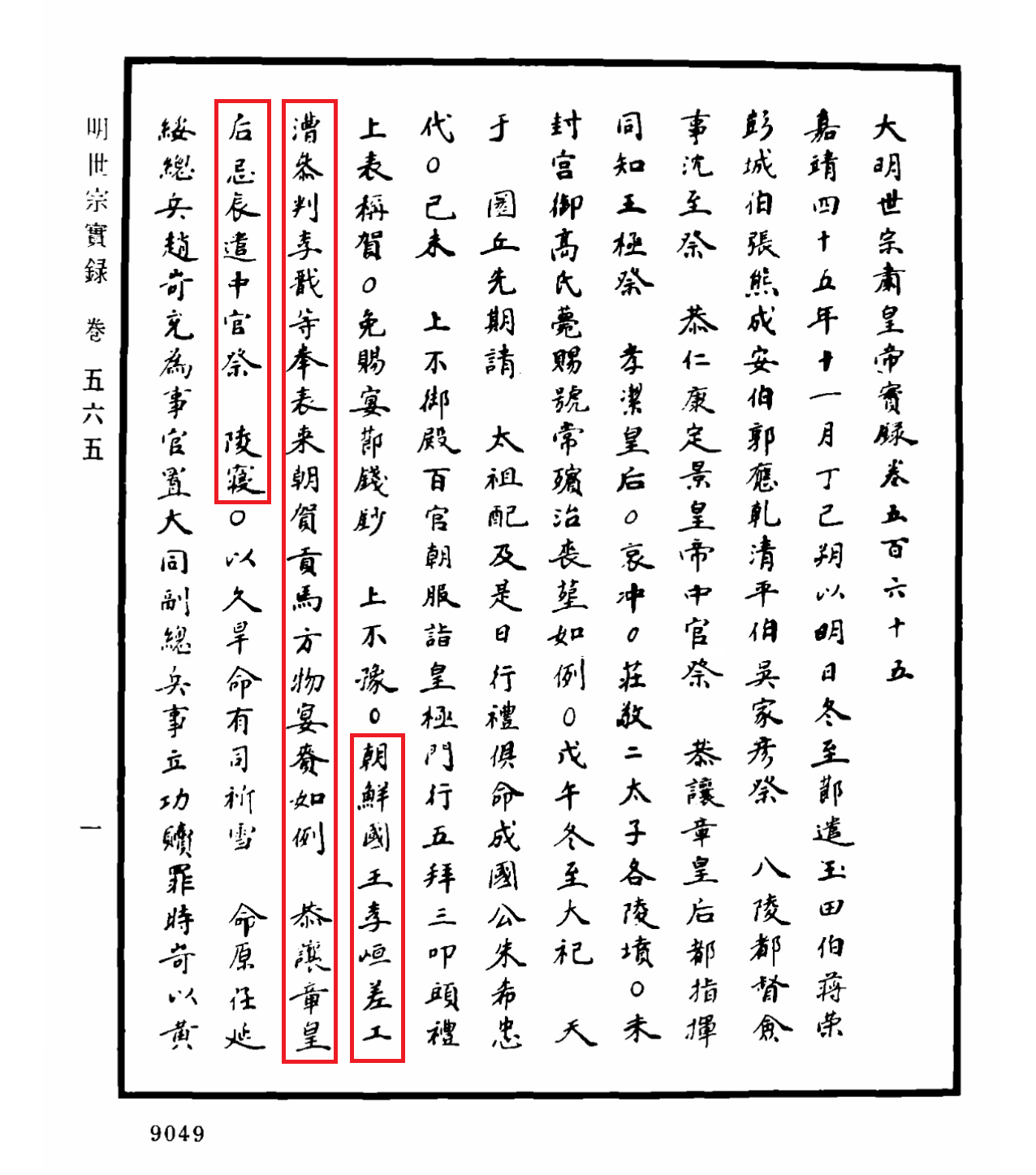
朝鲜王朝差使李戩大明使臣訪問記事，明實錄

李戩（韓語：이전，1517年1月21日—？），字彦祐（韓語：언우），彦漸（韓語：언점），初名李彦晳（韓語：이언석），朝鮮江原道江陵人，韓國朝鲜王朝時期将帥，武臣。
1539年，他是武科及第後，曾參加討伐北方女真族的軍事行動。以後授訓練院權知，宣傳官。1540年訓練院判官，1546年戶曹佐郞，戶曹正郞，1553年司導寺僉正。同5月14日司憲府劾及兩界官婢率畜妾之罪，失罪革職。1555年6月長興府使，1556年11月慶興府使，1558年12月滿浦僉使。1561年同副承旨，嘉善大夫工曹參判。1561年12月全羅道兵馬節度使，1563年京畿道水軍節度使，1566年8月及1567年1月大明使臣往還。
1568年濟州牧使，1571年全羅道兵馬節度使，1573年擔任慶尙右道兵馬使，刑問中杖殺，同年5月2日巡撫御史弹劾及得過失罪革職。1573年8月授北兵使，1574年7月升會寧府使，同12月再授北兵使。1573年-1574年調往咸鏡道參與防禦女真及三回击退。
1583年授平安道兵馬節度使，1587年再任京畿道水軍節度使。1592年4月日本丰臣秀吉发动了对朝鲜的侵略战争，史称萬曆朝鮮之役。4月28日彈琴臺之戰敗之後，4月30日朝鮮宣祖急離開漢陽北逃及御駕避乱，隨行平陽和義州。萬曆朝鮮之役時他是以八十老將。。死後，1604年贈扈聖原從功臣三等。